# Tungu
Tungu is een bestuurslaag in het regentschap Grobogan van de provincie Midden-Java, Indonesië. Tungu telt 1906 inwoners (volkstelling 2010).